# Der Krieg der Knöpfe (1962)
Der Krieg der Knöpfe (Originaltitel: La guerre des boutons) ist ein französischer Spielfilm von Yves Robert aus dem Jahr 1962. Es ist eine Verfilmung des gleichnamigen Romans von Louis Pergaud aus dem Jahr 1912. Er handelt vom Krieg zwischen den Jungen aus zwei benachbarten französischen Dörfern, der im Verlaufe immer weiter eskaliert.

## Handlung
Die Jungen aus Longeverne sind sauer auf die Jungen des Nachbardorfes Velrans, weil diese beim Verkauf von Tuberkulose-Marken ihnen die ganze Kundschaft weggeschnappt haben. Das verlangt nach Rache, und so ziehen die Jungen aus Longeverne unter ihrem Anführer Lebrac in den Krieg gegen die Jungs aus Velrans. Als die Longeverner Jungen während der Schlacht einen Gefangenen machen, kommt Lebrac auf die Idee, den Gefangenen zu entehren. Dazu schneidet er ihm sämtliche Knöpfe von der Kleidung, so dass dieser mit zerrissener Kleidung nach Hause laufen muss. Bei der nächsten Schlacht gerät wiederum Lebrac in Gefangenschaft und wird seiner Knöpfe entledigt. Als er mit zerrissener Kleidung nach Hause kommt, verprügelt ihn sein Vater deswegen.
Doch Lebrac ist Prügel von seinem Vater gewohnt und lässt sich dadurch nicht vom Kriegsspiel abhalten. Um der Entehrung während eines Kampfes zu entgehen, ist sein neuer Plan, nackt in den Kampf zu ziehen. Und so kämpfen die Jungen aus Longeverne nackt gegen die Jungen aus Velrans. Zwar tragen sie den Sieg bei dieser Schlacht davon, doch können sie sich nicht richtig über den Sieg freuen, weil er ihnen Erkältungen einbringt.
So denkt sich Lebrac eine neue List aus. Jeder der Jungen soll einen festen Betrag spenden, damit sie sich Knöpfe und Nähzeug kaufen können. Das Mädchen Marie aus dem Dorf soll dann den Jungen die Kleidung flicken, damit sie keinen Ärger zu Hause bekommen. Doch es stellt sich heraus, dass nicht alle so viel Geld haben. Da aber die Ideale der französischen Gesellschaft auf Freiheit, Gleichheit und Brüderlichkeit bestehen, muss die Gleichheit anders geregelt werden. So verdienen sich alle Jungen etwas hinzu, was dann in eine gemeinsame Kasse kommt. So kann alles gekauft werden. Zudem errichten die Jungen gemeinsam eine Hütte.
Es kommt zu weiteren Schlachten zwischen den Longevernern und Velranern, bei denen dank des Organisationstalentes von Lebrac die Jungen aus Longeverne zumeist als Sieger hervorgehen. Dies feiern die Jungen ausgiebig in ihrer Hütte bei Wein und Zigaretten. Doch die Longeverner wurden aus ihren eigenen Reihen verraten: Der von den anderen meistens schlecht behandelte Außenseiter Bacaillé will bei den Kriegsspielen nicht mehr mitmachen und bezeichnet sich seitdem als Monarchist. Schließlich verrät Bacaillé dem Anführer der Velraner, Aztec, wo sich die Hütte der Longeverner befindet. Aztec nutzt die Chance und zerstört mit dem neuen Traktor seines Vaters die Hütte. Während des Kampfes kommt heraus, wer die Velraner verraten hat. Sie stellen Bacaillé und zeigen ihm noch einmal auf, was sie alles in die Hütte hineingesteckt haben. Nachdem sie Bacaillé verprügelt haben, erzählt dieser den Erwachsenen alles über den Krieg der Knöpfe. Daraufhin erhalten alle Jungen eine Tracht Prügel.
Nur Lebrac ist es leid; er kehrt nicht mehr nach Hause zurück. Als er auch zwei Tage später nicht nach Hause kommt, macht sich sein Vater zusammen mit anderen Männern aus Longeverne auf die Suche nach ihm. Dabei treffen sie auf Männer aus Velrans und beginnen zunächst wie früher als Jugendliche zu streiten, wobei sogar eine Handgranate explodiert. Sie richtet keinen Schaden an, aber vor Schreck versöhnen sich die Männer und trinken ausgiebig Wein.
Da Lebrac immer noch nicht nach Hause gekommen ist, wird eine größere, zunächst erfolglose, Suchaktion gestartet. Er wird erst entdeckt, als seine Klasse bei einem Schulausflug zwei Holzfäller beobachtet, die den Baum fällen, auf dem der Junge sich versteckt hält. Lebrac wird, wie von seinem Vater mehrmals angedroht, zur Strafe ins Internat gesteckt. Dort trifft er auf Aztec. Dieser wurde wegen des beim Angriff auf die Hütte beschädigten Traktors ebenfalls von seinem Vater ins Internat geschickt. Im stillschweigenden Einverständnis, sich dadurch nicht unterkriegen zu lassen, freunden sich die beiden Jungen sofort miteinander an, obwohl Lebrac die Befürchtung äußert: "Stell dir bloß vor, wenn wir beide groß sind, sind wir genauso blöd wie die!" (Trotz der abweichend Handlung wird der letzte Satz des Buchs, der dort von La Crique ausgesprochen wird, übernommen).

## Produktionshintergrund
Yves Robert hatte zuvor hauptsächlich als Schauspieler gearbeitet und verschaffte sich erst mit diesem Film Anerkennung als Regisseur. Er blieb dem populären, unterschwellig gesellschaftskritischen Kinderbuch von Louis Pergaud weitgehend treu; doch verlegte Robert die Handlung des Romans – der zu Beginn des 20. Jahrhunderts spielt – in die Gegenwart. Der Satz „Wenn ich das gewusst hätte, wäre ich gar nicht mitgegangen“ (« si j’aurais su, j’aurais pas v’nu »), den der Klein-Gibus im Verlaufe des Filmes mehrfach ausspricht, steht nicht in Pergauds Roman, sondern wurde von den Machern des Filmes dazugedichtet. Inzwischen ist der Satz in Frankreich als geflügeltes Wort in die Alltagssprache eingegangen.
Wegen der Szene, in der die Kinder nackt durch den Wald laufen, wurde der Film in Deutschland damals von der FSK erst ab 16 Jahren zugelassen. Mittlerweile ist der Film aber ohne Altersbeschränkung zugelassen.

## Analyse
In der Einleitung wird zunächst die Situation erläutert, die zur Rivalität der Jungengruppen führt. Zudem werden die wichtigsten Protagonisten inklusive ihres Anführers Lebrac eingeführt. Die einzige Person, die näher im Film beleuchtet wird, ist Lebrac. Er zeigt nach außen Stärke, was ihn zum Anführer der Jungen macht, doch ist er innerlich von den Schlägen seines Vaters gezeichnet. Der Rest der Jungen wird zumeist als Gruppe gezeigt, die gemeinsam Krieg führt.
Die Handlungsführung wechselt an einigen Stellen die Perspektive. Während bei den großen Schlachtenszenen die Jungen als Gruppe im Vordergrund stehen, folgen andere Szenen ganz dem individuellen Schicksal des Hauptdarstellers. Zudem wird, während Lebrac durch seinen Vater gesucht wird, die Geschichte aus der Sicht des Vaters erzählt.
Die Kameraführung setzt stark auf Symbolik. So wird zum Beispiel die Gewalt des Vaters, der wütend seine Faust aufschlägt, durch Schockwellen in der Suppe gezeigt, die Lebrac gerade isst. Wenn die Handlungsführung sich ganz auf die Hauptperson Lebrac richtet, wechselt die Kameraführung in eine bewegte Handkamera, die exakt dem Weg der Hauptperson folgt.

## Synchronisation
Die deutsche Synchronfassung entstand 1962 zur deutschen Kinopremiere des Filmes.
| Rolle           | Schauspieler    | Dt. Synchronsprecher |
| --------------- | --------------- | -------------------- |
| Lebracs Vater   | Jean Richard    | Wolfgang Eichberger  |
| Bacaillés Vater | Michel Galabru  | Gernot Duda          |
| Aztecs Vater    | Jacques Dufilho | Thomas Braut         |
| Aztecs Mutter   | Michèle Méritz  | Ursula Traun         |

## Auszeichnungen
1962 gewann Yves Robert für Der Krieg der Knöpfe den französischen Prix Jean Vigo.

## Kritiken
Der Krieg der Knöpfe wurde allgemein mit sehr positiven Kritiken bedacht, in Frankreich ist er bis heute ein sehr populärer Filmklassiker. 

„Wie selten man doch im Kino wirklich befreiend lachen kann, wird erst richtig deutlich, wenn man dieses liebenswerte und amüsante Spiel gesehen hat. Keine glanzvollen Starnamen, keine Tristesse, keine Leere und keine weltbewegenden Probleme, sondern echte Frische, vollkommene Kindlichkeit und mitreißender Charme zeichnen diesen Film aus. […] Trotz aller burlesken Einfälle in Bild und Wort ist dieser Erstlingsfilm von Yves Robert mehr als ein Film über Kinder: Er ist auch ein Kinderfilm für Erwachsene.“

„Die Romanvorlage von Louis Pergaud zum Film 'Der Krieg der Knöpfe' erschien 1912. Regisseur Robert wandelte ihn entsprechend den Verhältnissen der 60er Jahre ab – seitdem sind wiederum 40 Jahre vergangen. Dennoch wirkt der Film auch heute noch, denn Robert stellt sich ganz auf die Seite der Kinder, schildert sie lebendig, realitätsnah und humorvoll.“

„Yves Robert gelang ein wunderbares, zeitloses Kinderabenteuer über das wilde und freie Leben der Dorfjugend, welche sich seit Generationen in den Haaren liegt.“

„„Krieg der Knöpfe“ erzählte eben von mehr als nur Kinderprügeleien. Ein filmisches Traktat über die „Pflichten der Bürger“ und über die Republik war das, vorgetragen zur Halbzeit der „dreißig glorreichen Jahre“, während deren Frankreich nach dem Zweiten Weltkrieg modern wurde und die Dörfer, Felder und Wälder zunehmend geringer achtete, in denen der „Krieg der Knöpfe“ stattfand. Der Fall der Eiche (aus der Möbel gemacht werden sollten) war ein starkes Epochensignal, wie auch der Freeze Frame, mit dem Yves Robert seinen Film damals beendete, drei Jahre nach François Truffauts „Sie küßten und sie schlugen ihn“, auf den hier selbstbewusst angespielt wurde.“

„Yves Roberts "Der Krieg der Knöpfe" gehört zu den Kinderfilmklassikern par Excellence. Heute, über vierzig Jahre nach seiner Erstaufführung, hat der Film nichts von seiner Frische eingebüßt. Denn so ganz nebenbei kritisiert Robert die brachiale Erziehung mit dem Rohrstock und bricht eine Lanze für die Menschlichkeit. Auch zeigen wenige Filme so viele Details des harten Lebens auf dem Land der 1960er Jahre. "La Guerre des boutons" ist ein absolutes Muss für Kinder, aber auch für ihre Eltern!“

## Weitere Verfilmungen
Da der Roman von Louis Pergaud aus dem Jahre 1912 bis heute zu den bekanntesten Kinderbüchern in Frankreich gehört, gibt es dementsprechend mehrere Verfilmungen. Bereits 1936 erschien eine erste Verfilmung unter Regie von Jacques Daroy.
1994 wurde die Neuverfilmung Der Krieg der Knöpfe nach einem Drehbuch von Colin Welland gedreht, wobei die Handlung hier von Frankreich nach Irland verlegt wurde. 2011 kamen – anlässlich des bevorstehenden 100. Geburtstages des Romans – zur selben Zeit zwei unterschiedliche Verfilmungen in die französischen Kinos. In Deutschland wurde nur der unter der Regie von Christophe Barratier entstandene Film in den Kinos gezeigt (Krieg der Knöpfe), nicht jedoch der Film von Yann Samuell (Der Krieg der Knöpfe).
Pergauds Roman wurde aber nicht nur für das Kino bearbeitet. 2007 wurde Der Krieg der Knöpfe als Orchesterhörspiel im Rahmen des Kinderhörspieltages (11. November 2007) als Bestandteil der ARD-Hörspieltage (7. bis 11. November 2007) aus dem Karlsruher Zentrum für Kunst und Medientechnologie mit der Orchestermusik von Henrik Albrecht unter Regie von Judith Lorentz live und als Ur-Aufführung im deutschen Hörfunk (SWR/BR/Deutschlandradio Kultur/HR/MDR/NDR/WDR) ausgestrahlt. Sprecherin des Bühnenwerks in der Rolle der Marie ist die deutsche Schauspielerin Laura Maire. In den Jahren 2011 und 2012 wurde der Stoff in einer zweibändigen Serie von Olivier Berlion als Comic verarbeitet, welcher in französischer Sprache bei Dargaud erschienen ist.